# Drenok (Sztaro Nagoricsane)
Drenok (macedónul: Дренок) település Észak-Macedóniában, az Északkeleti körzetben, Sztaro Nagoricsane községben.

## Népesség
| Lakosok száma | 657  | 696  | 666  | 517  | 364  | 157  | 114  | 54   | 15   |
|               | 1948 | 1953 | 1961 | 1971 | 1981 | 1991 | 1994 | 2002 | 2021 |

- 2002-ben 54 lakosa volt, akik mindannyian macedónok.